# Picton (Australia)
Picton è una città dell'Australia situata nel Nuovo Galles del Sud. Si trova a circa 90 km a sud-ovest di Sydney ed è il centro amministrativo della LGA della contea di Wollondilly.